# 太った教皇と痩せた教皇

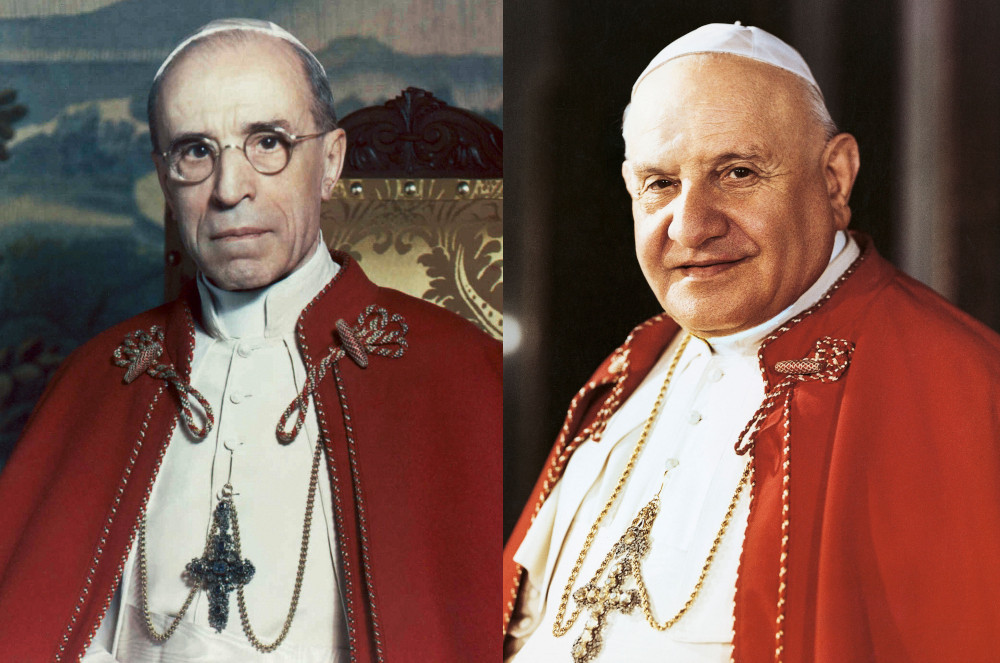
ピウス12世とその後継者のヨハネ23世は、体格だけでなく神学的な姿勢もまた異なっていた

太った教皇と痩せた教皇（ふとったきょうこうとやせたきょうこう、Fat pope, thin pope）とは、カトリック教会の長を選ぶコンクラーベにおいて新たに選出される教皇は、前任の教皇とはイデオロギー的に異なる人物が選ばれる傾向があるとされる現象を指していう。「太った教皇のあとは痩せた教皇が選ばれる（Fate sempre seguire un papa grasso a uno magro、またはUn papa grasso, ne seguiva uno magro）」、「痩せた教皇のあとには太った教皇が続く（A fat pope follows a thin one）」ともいう。
このコンクラーベにまつわるイタリアの格言は、教皇選挙において枢機卿たちが、まるで振り子のように対照的な人物を後継の教皇として選ぶ、とされる傾向を表現した言葉である。この現象は、教皇の後継者を選ぶにあたり、前任の教皇の欠点ともいいうる面に注目し、その欠点を補う候補者に票を投じている、ということもできる。例えば、闘争心にもえる教皇のあとには融和を重んじる人物がつき、政治家タイプの後任にはより聖職者タイプの人物が選ばれる、ということである。この現象は歴史的にみると、在位期間が長い教皇の後任者について特に目立つとされており、教会に変革の準備が整ったタイミングと重なるともみなされる。

## 精確性
在位中のピウス9世は近代社会への不信で知られ、その後のレオ13世はキリスト教と近代社会との融和を目指したといわれるが、さらにその後継のピウス10世はカトリックの近代主義と戦った教皇であった。「厳格」「貴族的」なイメージのあったピウス12世の後任は、「寛容」「一見垢抜けない」ヨハネ23世が続いた。近年では、フランシスコは前任のベネディクト16世よりも左派的な教皇とみなされていたが、そのベネディクト16世はヨハネ・パウロ2世よりも右派的だとみられていたのである。
一方でキリスト系のオンライン新聞であるCruxで、ジャーナリストのジョン・L・アレン・ジュニアはこの格言の正確さに疑問を投げかけている。彼によればピウス11世はベネディクトゥス15世の姿勢を受け継いだし、同じことはヨハネ23世とパウロ6世についてもいえる 。ベネディクト16世の在位は、変化ではなく継承とみる向きもあったという。左派的な司教たちはヨハネ・パウロ2世の後継者は振り子がふれるようにもっとリベラルな人物が選ばれると予想していたが、ベネディクト16世が選ばれて驚いたという。
歴史学者のクリストファー・M・ベリットは、この格言があくまでメタファーであると断りながら、文字通りに正しい場合もあると述べている。たとえば、かっぷくのよかったピウス9世の後任には痩せぎすのレオ13世が選ばれたし、陽気そうで丸みをおびた顔立ちのヨハネ23世は、前任の教皇が痩せこけた印象さえ与えるピウス12世で、後を継いだのが細身だったパウロ6世である。

## 振り子現象
この言葉は、ハーバード大学の学長人事についてもその振り子のような現象をさして使われることがある。例えば科学者のチャールズ・W・エリオットとジェムス・コナントは、人文学者（政治学）のアボット・ローレンス・ローウェルを前後ではさみうちにするかのように学長に就任している。似たような現象はアメリカ大統領の政権運営の違いについても言われることがある。